# Tipulídeos

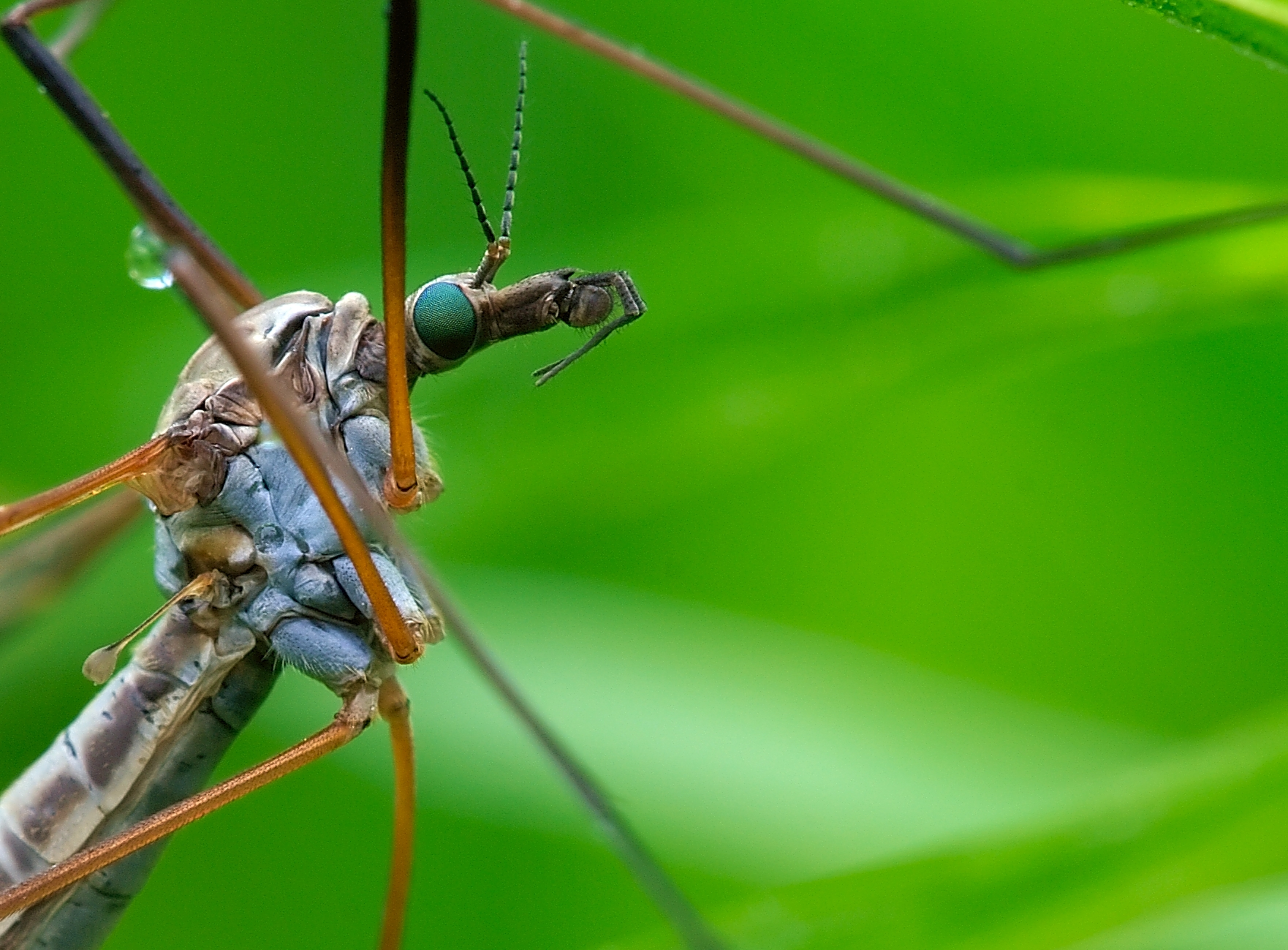
Tórax de um Tipulidae.

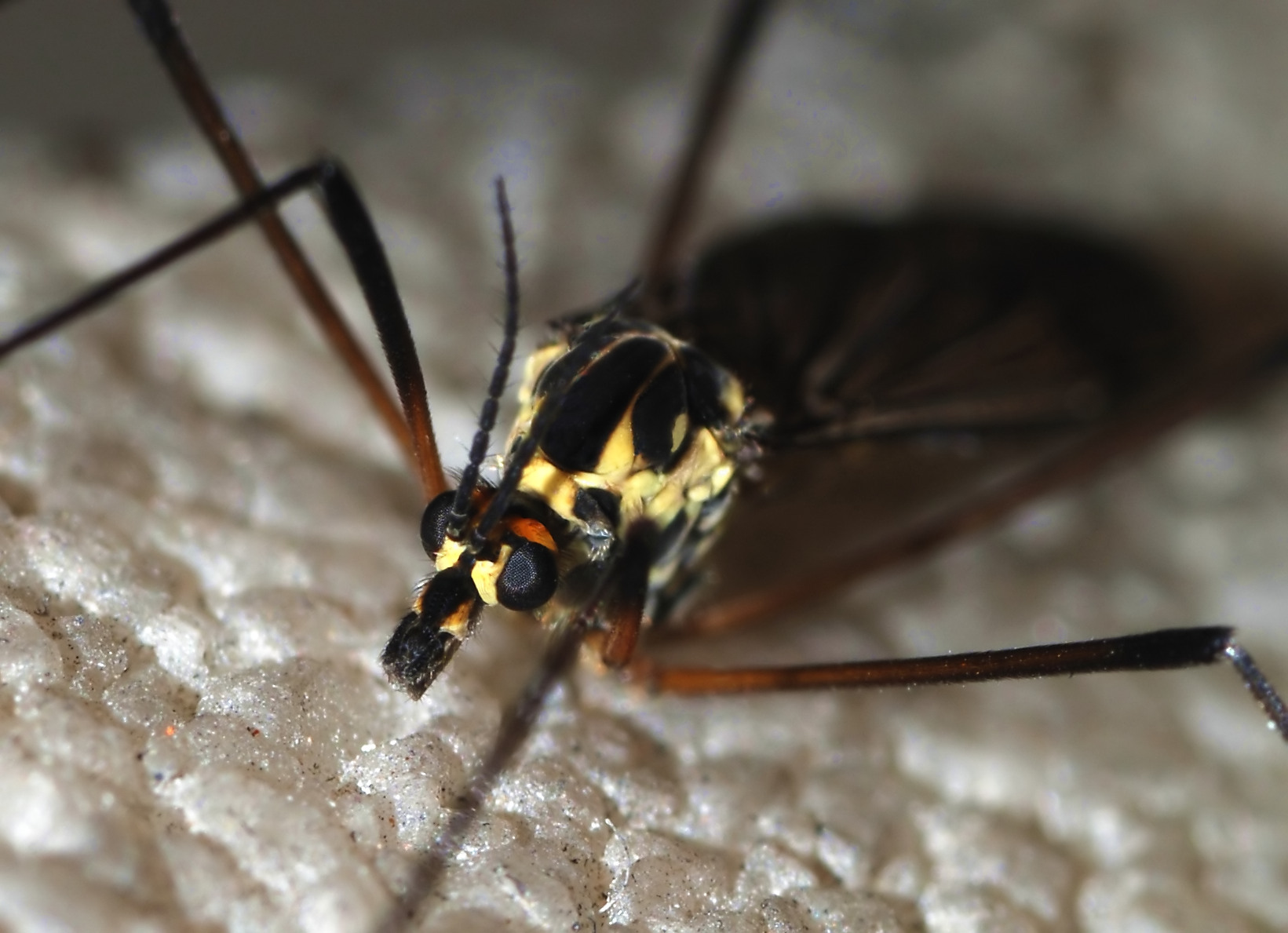
Detalhe de cabeça da espécie Nephrotoma quadrifaria (observe as peças bucais, antenas e olhos compostos.

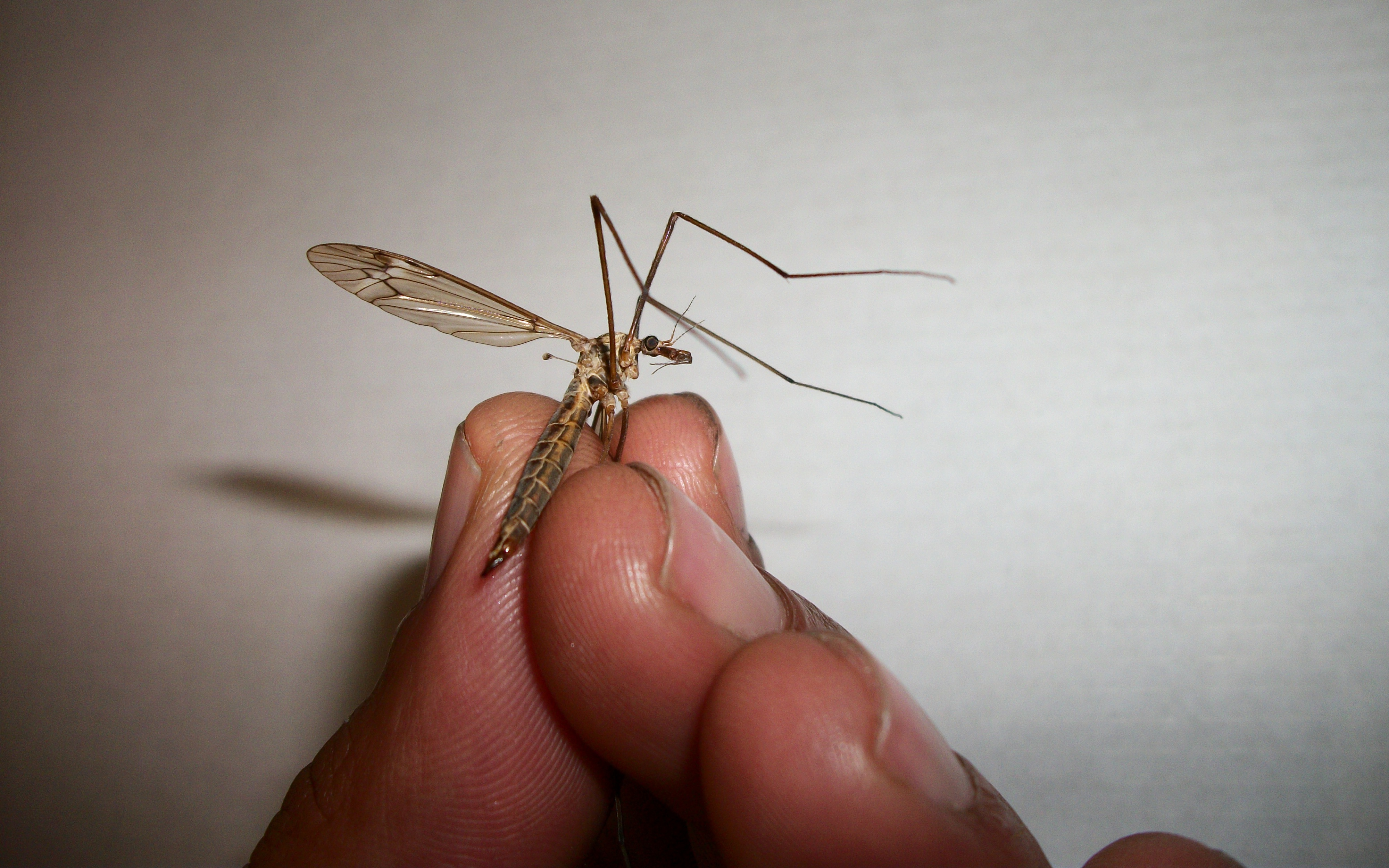
Detalhe do tamanho proporcional

Disposição da venação na asa de um exemplar do género Tipula.

Tipulídeos (Tipulidae) é uma família de dípteros nematóceros da infraordem Tipulomorpha, que agrupa os insectos conhecidos pelo nome comum de típulas, moscas-grua ou mosquitos-gigantes (apesar de não serem verdadeiros mosquitos). Na sua presente circunscrição taxonómica, a família Tipulidae é uma das maiores famílias de dípteros, tendo descritas pelo menos 4256 espécies (a maioria pelo entomólogo especialista Charles Paul Alexander). Algumas classificações colocam as subfamílias Limoniinae e Cylindrotominae em famílias separadas.

## Descrição
Os adultos são delgados, com pernas muito longas e finas, podendo medir de 2 a 60 mm de comprimento (sem considerar as pernas), mas algumas espécies tropicais podem ser ainda maiores, com até 100 mm de comprimento corporal.
Dada a sua semelhança morfológica com os mosquitos sugadores de sangue (da família Culicidae) as espécies incluídas nesta família são frequentemente referidas como mosquitos-gigantes e temidas como eventuais hematófagos. Contudo, a aparente semelhança morfológica nada significa em relação aos hábitos alimentares dessas espécies, pois além de não picarem para sugar sangue, algumas espécies são predadoras dos mosquitos verdadeiros.
São insectos de aparência delicada, delgados, de pernas muito finas e longas. Costumam manter as asas abertas quando estão em repouso, o que torna fácil observar os grandes halteres (ou balancins).
Apresentam dois grandes olhos compostos na parte terminal da cabeça. As peças bucais são alongadas, conferindo o aspecto de um focinho longo, mas apesar de pontiagudas não servem para picar.
Em contraste com a maioria dos dípteros, os membros da família Tipulidae não são bons voadores e são fáceis de apanhar em voo. Quando agarrados facilmente perdem algumas das suas delicadas pernas, o que talvez lhes confira alguma defesa contra predadores.
Os Tipulidae apresentam uma grande variação de tamanho entre espécies, com as originárias de regiões de clima temperado com comprimentos que variam de 2 a 60 mm, mas com algumas típulas de climas tropicais a atingir os 100 mm de comprimento (sem considerar as pernas).
Algumas das espécies menores podem ser confundidas com Culicidae, sendo que a maior diferença morfológica é a forma em V do tórax. Outro carácter diferenciador em relação aos mosquitos é a ausência de peças bucais adaptadas para picar e sugar, já que não se alimentam de sangue. Também as suas asas carecem das escamas características dos verdadeiros mosquitos.
O abdómen das fêmeas é mais volumoso que o dos machos porque contém ovos. Para além disso, o abdómen da fêmea termina num ovipositor afilado que pode parecer um ferrão, mas estes insectos não picam.
As larvas apresentam uma cápsula cefálica característica e nelas os segmentos abdominais em geral apresentam prolongamentos carnudos, semelhantes a pequenos tentáculos, que rodeiam os espiráculos ou orifícios respiratórios.

## Ecologia
Apenas se conhecem as larvas de cerca de 2% das espécies descritas, sendo muito difícil a identificação específica. As larvas foram encontradas numa grande variedade de habitats aquáticos, incluindo lagunas hipersalinas, e em múltiplos habitats terrestres. A maioria das larvas alimenta-se de produtos da decomposição, sendo maioritariamente detritívoras, mas algumas alimentam-se de outras larvas e de raízes. As larvas de algumas espécies alimentam-se de larvas de mosquito. Por serem muito resistentes aos pesticidas, as larvas das espécies que se alimentam de raízes podem ser uma praga em algumas culturas, especialmente em pradarias.
Embora dependa da ecologia da espécie em concreto, os adultos (imagos) preferem zonas húmidas com temperaturas suaves no inverno. As larvas de algumas espécies vivem em poças salinas de zonas desérticas suportando temperaturas abaixo do ponto de congelação. Os imagos alimentam-se de néctar ou simplesmente não se alimentam. As longas pernas parecem ser uma adaptação para pousar sobre os caules cilíndricos e as lâminas das folhas de juncos e gramíneas.
Os Tipulidae servem de alimento a múltiplas espécies de pássaros e de insectos. Muitos peixes e algumas aves aquáticas alimentam-se das larvas. São vulneráveis a infecção por fungos. Algumas larvas aquáticas são utilizadas como isco na pesca lúdica.

### Listas de espécies
- Paleártico
- Neártico
- Japão
- Australásia e Oceania (com relato de Pjotr Oosterbroek)